# Actenodia chrysomelina
Actenodia chrysomelina is een keversoort uit de familie van oliekevers (Meloidae). De wetenschappelijke naam van de soort is voor het eerst geldig gepubliceerd in 1843 door Erichson.